# Badistemon
Badistemon is een geslacht van kreeftachtigen uit de klasse van de Malacostraca (hogere kreeftachtigen).

## Soort
- Badistemon turgidulum (Alcock, 1909)